# Stefan Zach
Stefan Zach (ur. 12 września 1940 w Drążnie, zm. 19 listopada 2003 w Nowym Jorku) – polski piosenkarz, aktor, kompozytor, autor tekstów.

## Życiorys
Był absolwentem Średniej Szkoły Muzycznej w Gdańsku. Kształcił się wokalnie w Studiu Piosenki Rozgłośni P. R. Gdańsk i w Studiu Piosenki Teatru Muzycznego w Gdyni. Debiutował w 1959 roku w Zespole Pieśni i Tańca Dalmor. Założycielem i kierownikiem ansamblu był ojciec artysty. W latach 1961–1963 występował jako aktor w gdyńskim Teatrze Muzycznym. W 1963 przeniósł się do Warszawy i związał się z zespołem estradowym Granica. Grywał też gościnnie w warszawskim Teatrze Adekwatnym. Za rolę Cianga w przedstawieniu pt. Mewa otrzymał w 1973 roku nagrodę publiczności na Festiwalu Małych Form Teatralnych w Szczecinie. Przez wiele lat współpracował z kabaretem Ostatnia Zmiana. Jest laureatem nagrody publiczności i nagrody dziennikarzy, obydwie zdobył na IV Krajowym Festiwalu Piosenki Polskiej Opole'66 (koncert Echa Giełd i Estrady). Piosenkę, którą zaśpiewał na festiwalu, czyli Serwus, panie Chief (muz. Jan Tomaszewski, sł. Jan Bołgaty) wykonywały również Filipinki. W 1972 roku otrzymał wyróżnienie na festiwalu w Belgradzie (Jugosławia), a w 1974 otrzymał Srebrnego Gronostaja na festiwalu w Rennes (Francja). Piosenka Dzień przed sądem (muz. Andrzej Sobieski, sł. Stanisław Grochowiak) w jego wykonaniu zdobyła Nagrodę Prezydenta miasta Opola na KFPP Opole'76. Piosenkarz dokonał nagrań archiwalnych dla Polskiego Radia i płytowych. Zrealizował kilka recitali telewizyjnych, m.in. Dziewczyny, wszystkie dziewczyny i Do gwiazd jest dalej niż krok. Koncertował w kraju i za granicą, m.in. w ZSRR, Francji, Czechosłowacji, Bułgarii, Mongolii, Wietnamie, Danii i Szwecji, a także w klubach polonijnych Stanów Zjednoczonych i Kanady. Od 1990 roku mieszkał w Nowym Jorku, gdzie zmarł tragicznie 19 listopada 2003 roku.

## Dyskografia[3]

### Albumy
- 1980 – Idę (Pronit)
- 1990 – Relaks (Polskie Nagrania)

### Kompilacje
- 1979 – Stanisław Grochowiak: Dyl Sowizdrzał / Don Kichote / Leciała chmura / Burns / Malwino, Malwo / Fryzjer (Tonpress)
- 1999 – Artur Żalski – Piosenki: Leciała chmura / Burns (Polskie Nagrania)

### Single
- ? – Pyłem księżycowym / Dyl Sowizdrzał (Tonpress)
- ? – Ogród przedziwny / Rozpalają się do białości (Tonpress)

### Pocztówki dźwiękowe (kompilacja)
- ? – Dyl Sowizdrzał (Pocztówka, Ruch R-0177)
- ? – Czy pojedzie pani ze mną (w duecie z Romą Buharowską) (Pocztówka, Ruch R-0196)
- ? – Ballada o małym kapralu (Pocztówka, Ruch R-0395)

### Nagrania radiowe
P. R. Warszawa (1983): Pyszne dziewczyny, Śpiewu błękitnego, Zatańczę tak jak nikt